# Alan Francisco López
Alan Francisco López (Taretan, Michoacán; 3 de diciembre de 2001) es un futbolista mexicano, juega como Mediocampista y su equipo actual son los Venados F.C. de la Liga de Expansión MX.

## Trayectoria
Formación en Monarcas Morelia
Formado en la cantera de Monarcas Morelia jugando en la sub-15.

### Mazatlán Fútbol Club
Luego pasaría al Mazatlán FC esto debido a la mudanza de la franquicia michoacana a dicha ciudad, debutó en Primera División el 19 de octubre de 2021 ante Puebla.

### Alacranes de Durango
A finales de marzo de 2023 es prestado a Durango aunque solo duro unos meses.

### Alebrijes de Oaxaca
Para mediados del año 2023 llega a Alebrijes de Oaxaca.

### Venados F. C.
El 4 de junio de 2024, Venados hace oficial la llegada de Alan de cara al Apertura 2024.